# General Taboada
General Taboada je departement ležící na východě provincie Santiago del Estero na severozápadě Argentiny a je jedním z 27 departementů provincie.
Na severu hraničí s departementem Juan F. Ibarra, na východě s provincií Santa Fe, na jihu s departementem Belgrano a na západě s departementem Avellaneda.
Hlavní město departementu General Taboada je Añatuya.

## Města a obce
- Añatuya
- Averías
- Estación Tacañitas
- Los Juríes
- Tomás Young